# Break dance ai Giochi della XXXIII Olimpiade - Gara femminile
La gara femminile di Break dance ai Giochi della XXXIII Olimpiade di Parigi, ufficialmente Breaking B-Girls, si è svolta presso Place de la Concorde il 9 agosto 2024.
La competizione è stata vinta dalla giapponese Ami Yuasa, con la lituana Dominika Banevič che ha ottenuto la medaglia d'argento e la cinese Liu Qingyi che ha concluso con il bronzo.

## Programma
| Data          | Ora (UTC+2) | Turno                |
| ------------- | ----------- | -------------------- |
| 9 agosto 2024 | 16:00       | Pre-qualificazioni   |
| 9 agosto 2024 | 16:17       | Qualificazioni       |
| 9 agosto 2024 | 20:00       | Quarti               |
| 9 agosto 2024 | 20:47       | Semifinale           |
| 9 agosto 2024 | 21:19       | Finale per il bronzo |
| 9 agosto 2024 | 21:29       | Finale per l'oro     |

Fonte:

## Teste di serie
Di seguito sono elencate le atlete per ordine di teste di serie. Tra parentesi sono indicati i nomi d'arte. L'ordine delle teste di serie è basato sul ranking mondiale del WDSF al 1º gennaio 2024.
  1.    Liu Qingyi (671)
  2.    Dominika Banevič (Nicka)
  3.    Ami Yuasa (Ami)
  4.    Ayumi Fukushima (Ayumi)
  5.    Anna Ponomarenko (Stefani)
  6.    Antilai Sandrini (Anti)
  7.    Sya Dembélé (Syssy)
  8.    Sunny Choi (Sunny)
  9.    Vanessa Marina (Vanessa)
10.    Logan Edra (Logistx)
11.    Fatima El-Mamouny (Elmamouny)
12.    Kateryna Pavlenko (Kate)
13.    Carlota Dudek (Carlota)
14.    Zeng Yingying (Ying Zi)
15.    Rachael Gunn (Raygun)
16.    India Sardjoe (India)
17.    Manizha Talash (Talash)

## Risultati

### Pre-qualificazioni
| Pos. | Breaker (ranking)   | Nickname | Nazionalità               | Round | Voti | Note                                                                                           |
| ---- | ------------------- | -------- | ------------------------- | ----- | ---- | ---------------------------------------------------------------------------------------------- |
| 1    | India Sardjoe (16)  | India    | Paesi Bassi               | 3     | 27   | Q                                                                                              |
| 2    | Manizha Talash (17) | Talash   | Atleti Olimpici Rifugiati | DSQ   | DSQ  | Talash è stata squalificata per aver mostrato un messaggio politico durante la sua esibizione. |

### Fase a gruppi

#### Gruppo A
| Pos. | Breaker (ranking)  | Nickname | Nazionalità | Round | Voti | Note |
| ---- | ------------------ | -------- | ----------- | ----- | ---- | ---- |
| 1    | India Sardjoe (16) | India    | Paesi Bassi | 6     | 48   | Q    |
| 2    | Liu Qingyi (1)     | 671      | Cina        | 4     | 33   | Q    |
| 3    | Sunny Choi (8)     | Sunny    | Stati Uniti | 2     | 15   |      |
| 4    | Vanessa Marina (9) | Vanessa  | Portogallo  | 0     | 12   |      |

#### Gruppo B
| Pos. | Breaker (ranking)    | Nickname | Nazionalità | Round | Voti | Note |
| ---- | -------------------- | -------- | ----------- | ----- | ---- | ---- |
| 1    | Dominika Banevič (2) | Nicka    | Lituania    | 5     | 42   | Q    |
| 2    | Sya Dembélé (7)      | Syssy    | Francia     | 4     | 33   | Q    |
| 3    | Logan Edra (10)      | Logistx  | Stati Uniti | 3     | 33   |      |
| 4    | Rachael Gunn (15)    | Raygun   | Australia   | 0     | 0    |      |

#### Gruppo C
| Pos. | Breaker (ranking)      | Nickname  | Nazionalità | Round | Voti | Note |
| ---- | ---------------------- | --------- | ----------- | ----- | ---- | ---- |
| 1    | Ami Yuasa (3)          | Ami       | Giappone    | 6     | 52   | Q    |
| 2    | Zeng Yingying (14)     | Ying Zi   | Cina        | 4     | 35   | Q    |
| 3    | Antilai Sandrini (6)   | Anti      | Italia      | 2     | 19   |      |
| 4    | Fatima El-Mamouny (11) | Elmamouny | Marocco     | 0     | 2    |      |

#### Gruppo D
| Pos. | Breaker (ranking)      | Nickname | Nazionalità | Round | Voti | Note |
| ---- | ---------------------- | -------- | ----------- | ----- | ---- | ---- |
| 1    | Kateryna Pavlenko (12) | Kate     | Ucraina     | 4     | 35   | Q    |
| 2    | Ayumi Fukushima (4)    | Ayumi    | Giappone    | 4     | 31   | Q    |
| 3    | Anna Ponomarenko (5)   | Stefani  | Ucraina     | 4     | 30   |      |
| 4    | Carlota Dudek (13)     | Carlota  | Francia     | 0     | 12   |      |

### Fase finale
|  | Quarti di finale | Quarti di finale |          |        | Semifinale                | Semifinale                |  |  | Finale medaglia d'oro | Finale medaglia d'oro |
|  |                  |                  |          |        |                           |                           |  |  |                       |                       |
|  | 9 agosto         |                  |          |        |                           |                           |  |  |                       |                       |
|  |                  |                  |          |        |                           |                           |  |  |                       |                       |
|  | Syssy            | 0 (2)            |          |        |                           |                           |  |  |                       |                       |
|  | Syssy            | 0 (2)            | 9 agosto |        |                           |                           |  |  |                       |                       |
|  | Ami              | 3 (25)           |          |        |                           |                           |  |  |                       |                       |
|  | Ami              | 3 (25)           | Ami      | 2 (17) |                           |                           |  |  |                       |                       |
|  | 9 agosto         |                  | Ami      | 2 (17) |                           |                           |  |  |                       |                       |
|  |                  | India            | 1 (10)   |        |                           |                           |  |  |                       |                       |
|  | India            | India            | 1 (10)   | 2 (17) |                           |                           |  |  |                       |                       |
|  | India            |                  | 9 agosto | 2 (17) |                           |                           |  |  |                       |                       |
|  | Ayumi            | 1 (10)           |          |        |                           |                           |  |  |                       |                       |
|  | Ayumi            | 1 (10)           | Ami      | 3 (16) |                           |                           |  |  |                       |                       |
|  | 9 agosto         |                  | Ami      | 3 (16) |                           |                           |  |  |                       |                       |
|  |                  | Nicka            | 0 (11)   |        |                           |                           |  |  |                       |                       |
|  | 671              | Nicka            | 0 (11)   | 3 (20) |                           |                           |  |  |                       |                       |
|  | 671              | 9 agosto         |          | 3 (20) |                           |                           |  |  |                       |                       |
|  | Kate             | 0 (7)            |          |        |                           |                           |  |  |                       |                       |
|  | Kate             | 0 (7)            | 671      | 1 (9)  |                           |                           |  |  |                       |                       |
|  | 9 agosto         |                  | 671      | 1 (9)  |                           |                           |  |  |                       |                       |
|  |                  | Nicka            | 2 (18)   |        | Finale medaglia di bronzo | Finale medaglia di bronzo |  |  |                       |                       |
|  | Ying Zi          | Nicka            | 2 (18)   | 0 (1)  | Finale medaglia di bronzo | Finale medaglia di bronzo |  |  |                       |                       |
|  | Ying Zi          |                  | 9 agosto | 0 (1)  |                           |                           |  |  |                       |                       |
|  | Nicka            | 3 (26)           |          |        |                           |                           |  |  |                       |                       |
|  | Nicka            | 3 (26)           | India    | 1 (8)  |                           |                           |  |  |                       |                       |
|  |                  |                  |          |        |                           |                           |  |  |                       |                       |
|  | 671              | 2 (19)           |          |        |                           |                           |  |  |                       |                       |
|  | 671              | 2 (19)           |          |        |                           |                           |  |  |                       |                       |

## Classifica finale
| Pos.    | Atleta            | Nickname  | Nazionalità               |
| ------- | ----------------- | --------- | ------------------------- |
| Oro     | Ami Yuasa         | Ami       | Giappone                  |
| Argento | Dominika Banevič  | Nicka     | Lituania                  |
| Bronzo  | Liu Qingyi        | 671       | Cina                      |
| 4       | India Sardjoe     | India     | Paesi Bassi               |
| 5       | Ayumi Fukushima   | Ayumi     | Giappone                  |
| 6       | Kateryna Pavlenko | Kate      | Ucraina                   |
| 7       | Sya Dembélé       | Syssy     | Francia                   |
| 8       | Zeng Yingying     | Ying Zi   | Cina                      |
| 9       | Anna Ponomarenko  | Stefani   | Ucraina                   |
| 10      | Logan Edra        | Logistx   | Stati Uniti               |
| 11      | Antilai Sandrini  | Anti      | Italia                    |
| 12      | Sunny Choi        | Sunny     | Stati Uniti               |
| 13      | Vanessa Marina    | Vanessa   | Portogallo                |
| 14      | Carlota Dudek     | Carlota   | Francia                   |
| 15      | Fatima El-Mamouny | Elmamouny | Marocco                   |
| 16      | Rachael Gunn      | Raygun    | Australia                 |
| DSQ     | Manizha Talash    | Talash    | Atleti Olimpici Rifugiati |

## Controversie sull'esibizione di Rachael Gunn e teorie del complotto
È stata particolarmente discussa la performance di Rachael Gunn, in arte Raygun, ballerina b-girl in rappresentanza dell'Australia, la quale è andata virale sui social network, scaturendo la creazione di diversi meme e facendo finire la Gunn al centro di polemiche e commenti molto pesanti. L'esibizione della Gunn è stata definita "goffa", "non all'altezza della competizione" e di aver contribuito ad "aver ridicolizzato la breakdance nel momento della sua massima esposizione mediatica".
L'accaduto ha generato una serie di teorie complottiste secondo cui la Gunn avrebbe manipolato, insieme ad altri, il processo di selezione degli atleti per le Olimpiadi, contribuendo a insabbiare le prove di ballerini più giovani e talentuosi per assicurarsi un posto a Parigi 2024. In seguito, infatti, è stata lanciata una petizione indirizzata al Primo Ministro australiano Anthony Albanese e al Comitato olimpico australiano con la richiesta di considerare la Gunn e la capo della delegazione australiana Anna Meares come "responsabili per condotta non etica". La Gunn si era assicurata un posto alle Olimpiadi di Parigi 2024 dopo aver vinto l'Oceania Breaking Championship, tenutosi a Sydney nell'ottobre 2023, in cui batté un'altra b-girl australiana di nome Molly.
Molti commentatori sportivi hanno strumentalmente usato l'esibizione della Gunn per sostenere che la breakdance non fosse uno sport degno di essere considerato olimpico.